# Steider Keienvenn
Das Steider Keienvenn ist ein Naturschutzgebiet in der niedersächsischen Gemeinde Salzbergen im Landkreis Emsland.
Das Naturschutzgebiet mit dem Kennzeichen NSG WE 033 ist 42 Hektar groß. Es liegt westlich von Salzbergen und stellt ein Niedermoor mit einem verlandenden Binnensee unter Schutz. Das Gebiet wird von weitflächigen Röhrichtbereichen eingenommen, die von Weichholzgebüschen und Erlenbruchwald umgeben sind.
Um den Nährstoffeintrag von außerhalb des Naturschutzgebietes liegenden landwirtschaftlichen Nutzflächen zu minimieren, gelten für diese besondere Bestimmungen für das Ausbringen von Gülle.
Durch das Moorgebiet verläuft ein Bachlauf, der etwas später in den Ahlder Bach, einem Nebengewässer der Vechte, mündet.
Das Gebiet steht seit dem 7. November 1987 unter Naturschutz. Es ersetzt das zum 14. Juli 1937 ausgewiesene Naturschutzgebiet „Keien-Venn“. Zuständige untere Naturschutzbehörde ist der Landkreis Emsland.